# 村上仁志 (銀行家)
村上 仁志（むらかみ ひとし、1941年5月28日-  ）は、日本の経営者、銀行家。住友信託銀行会長を務めた。

## 来歴・人物
三重県出身。1964年に東京大学法学部公法学科を卒業し、同年に住友信託銀行に入行した。1989年6月に取締役に就任し、1991年6月に常務、1997年6月に専務を経て、1998年3月に会長に就任。2005年6月に特別顧問に就任。